# 何煜
何煜（1877年—1922年），字南孙，一字兰孙，江苏丹徒（今镇江）人，清末民初政治人物。

## 生平
何煜是清朝监生，曾任工部主事、黑龙江全省学务总办、黑龙江垦务局总办、黑龙江巡抚程德全的文案。1912年中華民國成立后，他歷任江苏都督府秘书、国务院秘书、政事堂机要局佥事。1914年6月，他任黑龙江省龙江道尹。1919年12月，他任内务部次长。1922年6月，他调任教育部次长，7月去职。

## 著作
- 何煜，龍江公牘存略